# 2025年世界攀岩錦標賽
2025年世界攀岩錦標賽将于2025年9月20日至28日在韩国首尔举行。本次世界攀岩锦标赛分为先锋攀岩、速度攀岩和抱石攀岩3个项目，以及残疾人攀岩锦标赛部分。

## 赛程表
所有時間皆為韩国标准时（UTC+9）。
| 日期    | 時間        | 賽事                 |
| ------- | ----------- | -------------------- |
| 9月20日 | 09:00-18:00 | 残疾人攀岩锦标赛预赛 |
| 9月21日 | 09:00-11:00 | 残疾人攀岩锦标赛预赛 |
| 9月21日 | 14:00-19:00 | 难度攀岩预赛         |
| 9月22日 | 09:00-14:00 | 难度攀岩预赛         |
| 9月23日 | 09:00-22:00 | 抱石预赛             |
| 9月24日 | 09:00-12:00 | 女子速度攀岩预赛     |
| 9月24日 | 13:30-18:00 | 残疾人攀岩锦标赛决赛 |
| 9月24日 | 20:00-21:00 | 女子速度攀岩決賽     |
| 9月25日 | 09:00-12:00 | 男子速度攀岩预赛     |
| 9月25日 | 13:30-18:00 | 残疾人攀岩锦标赛决赛 |
| 9月25日 | 20:00-21:00 | 男子速度攀岩決賽     |
| 9月26日 | 09:00-12:00 | 难度攀岩半决赛       |
| 9月26日 | 20:00-22:00 | 难度攀岩决赛         |
| 9月27日 | 09:00-12:00 | 女子抱石半决赛       |
| 9月27日 | 20:00-21:30 | 女子抱石决赛         |
| 9月28日 | 09:00-12:00 | 男子抱石半决赛       |
| 9月28日 | 20:00-21:30 | 男子抱石决赛         |

## 外部連結
- （英文）官方網站 （页面存档备份，存于）